# François Sulpice Beudant
François Sulpice Beudant (París, 5 setembre 1787 - 10 desembre 1850), mineralogista i geòleg francès.
Va ser educat a l'École Polytechnique i l'École Normale, i el 1811 va ser nomenat professor de matemàtiques al liceu d'Avinyó. Des d'allà va ser cridat, el 1813, al liceu de Marsella per ocupar el lloc de professor de física. El 1817 va publicar una investigació sobre els fenòmens de cristal·lització, tractant especialment la varietat de formes que pot presentar una mateixa espècie mineral. L'any 1818 va dur a terme, a costa del govern francès, un viatge geològic a través d'Hongria, i els resultats de les seves investigacions, Voyage minéralogique et géologique en Hongrie publicades el 1822, li van donar reputació europea.
L'any 1820 va ser nomenat per a la càtedra de mineralogia a la facultat de Ciències de París, i més tard es va convertir en inspector general de la universitat. Posteriorment va publicar tractats sobre física, mineralogia i geologia. Potser la seva publicació més notable és la segona edició del Traité élémentaire de Mineralogie (París, 1830-1832), el segon volum de la qual s'ocupa de la mineralogia descriptiva i en el qual Beudant va encunyar el nom de molts minerals, com l'anglesita, l'atzurita, la bismutita o la cerussita. La beudantita va ser nomenada així en honor seu.

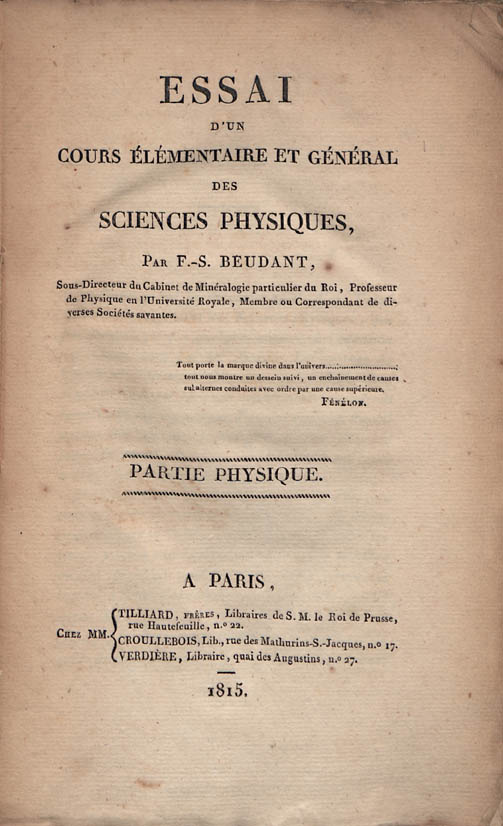
Essai d'un cours élémentaire et général des sciences physiques, 1815